# Osiris panamensis
Osiris panamensis är en biart som beskrevs av Cockerell 1919. Osiris panamensis ingår i släktet Osiris och familjen långtungebin. Inga underarter finns listade i Catalogue of Life.